# Estação Oktiabrskoie Pole
Oktiabrskoie Pole (em russo:  Октябрьское Поле) é uma das estações da linha Tagansko-Krasnopresnenskaia (Linha 7) do Metro de Moscovo, na Rússia. Estação «Oktiabrskoie Pole» está localizada entre as estações «Polejaevskaia» e «Shchiukinskaia».